# 圣辅
圣辅是巴哈伊行政体系中属任命体系的终身制职位，主要职责是传播和维护信仰，其与选举体系中的人员和任命体系中的其他人员不同，在巴哈伊信仰中有着独特的地位。
依据《阿博都巴哈的遗嘱》，圣辅由圣护任命，并在其指导下行使职责。巴哈欧拉也有涉及圣辅的相关启示。
在守基·阿芬第去世后因该称号已不再授予，故在最后一位圣辅阿里-穆罕默德·瓦尔加 (1911-2007)去世后，该职位的职责已转移至洲际顾问和辅理会处理。
在巴哈伊历史上共有50位圣辅，其中四位的由巴哈欧拉任命，4位由阿博都巴哈任命，42位由守基·阿芬第任命。在守基·阿芬第去世的1957年，共有27位圣辅在世。现存最全的圣辅列表刊登于《巴哈伊世界：第十四辑》，惟世界正义院已经确认该列表并非完整，对巴哈伊历史文献的进一步研究可能揭示更多的圣辅。

## 列表
注：部分名字的拼写可能不准确。

### 由巴哈欧拉任命
- Hají Mullá `Alí-Akbar (1842-1910)
- Hájí Mírzá Muhammad-Taqí (d.1917)
- Mírzá Muhammad-Hasan (1848-1919)
- Mírzá `Ali-Muhammad (d.1928)

### 由阿博都巴哈任命
- Aqa Muhammad-i-Qa'ini (1829-1892)
- Mirza 'Alí-Muhammad Varqá (d. 1896)
- Mulla Sadiq-i-Muqaddas
- Shaykh Muhammad-Riday-i-Yazdi

### 由守基·阿芬第在其死后追认
- 约翰·埃斯尔蒙特 (1874-1925)
- Hájí Amín (1831–1928)
- 基思·兰塞姆·凯勒 (1876-1933)
- 玛莎·鲁特 (1872-1939)
- John Henry Hyde Dunn (1855-1941)
- 赛义德·穆斯塔法·鲁米 (d. 1942)
- Abdu'l-Jalil Bey Sa'd (d. 1942)
- Muhammed Taqiy-i-Isfahani (d. 1946)
- 罗伊·威廉 (1875-1951)
- 路易斯·格雷戈里 (1874-1951)

### 守基·阿芬第，单独任命
- 鲁希伊·哈侬 (1910-2000)  [于1952年任命]
- 贾拉勒·哈泽 (1897-1990) [于1953年任命]
- 保罗·埃德蒙德·哈尼 (1909-1982) [于1954年任命]
- 阿里-穆罕默德·瓦尔加 (1911-2007) [于1955年任命]
- 阿格尼丝·亚历山大 (1875-1971) [于1957年任命]

### 守基·阿芬第，于1951年12月24日第一次大规模任命
- 多萝西·贝克 (1898-1954)
- 阿梅莉亚·科林斯 (1873-1962)
- 阿里-阿克巴尔·福鲁坦 (1905-2003)
- 乌戈·贾凯里 (1896-1989)
- 赫尔曼·格罗斯曼 (1899-1968)
- 霍勒斯·霍利 (1887-1960)
- 勒罗伊·约阿斯 (1896-1965)
- 萨瑟兰·马克斯韦尔 (1874-1952)
- 塔拉祖拉·萨曼达里 (1874-1968)
- 奥拉·瓦尔加 (1884-1955)
- 乔治·汤曾德 (1876-1957)
- 梅森·里米 (1874-1974)

### 守基·阿芬第，于1957年10月2日第二次大规模任命
- 弗雷德·朔普夫洛赫尔 (1877-1953)
- 舒阿乌拉·阿拉伊 (1889-1984)
- 穆萨·巴纳尼 (1886-1971)
- 克拉拉·邓恩 (1869-1960)
- 齐克鲁拉·哈德姆 (1904-1986)
- 阿德尔贝特·米尔施勒格尔 (1897-1980)
- 科琳娜·特鲁 (1861-1961)

### 守基·阿芬，于1957年10月2日最后一次大规模任命
- 哈桑·巴柳齐 (1908-1980)
- 阿布-卡西姆·法伊齐 (1906-1980)
- 约翰·费拉比 (1914-1973)
- 科利斯·费瑟斯通 (1913-1990)
- 马图拉·穆哈吉尔 (1923-1979)
- 伊诺克·奥林加 (1926-1979)
- 约翰·罗巴茨 (1901-1991)
- 威廉‧西爾斯 (1911-1992)